# The Unearthly
The Unearthly is een Amerikaanse sciencefictionfilm uit 1957, geschreven door Jane Mann ed John D.F. Black. De regie van de film was in handen van Boris Petroff.

## Verhaal
De gestoorde professor Charles Conway probeert via experimenten op patiënten in zijn gesloten inrichting het geheim van de eeuwige jeugd te ontdekken. Hij let hierbij totaal niet op ethische grenzen, daar hij zijn patiënten slechts als objecten ziet. Zijn onderzoek verloopt verre van voorspoedig, want alle patiënten veranderen erdoor in zombies. Enkele van de patiënten ontdekken het plan, en proberen Charles te stoppen.

## Rolverdeling
| Acteur           | Personage            | Opmerkingen        |
| ---------------- | -------------------- | ------------------ |
| John Carradine   | Dr. Charles Conway   |                    |
| Myron Healey     | Mark Houston         | als Myron Healy    |
| Allison Hayes    | Grace Thomas         |                    |
| Marilyn Buferd   | Dr. Sharon Gilchrist | als Marylyn Buferd |
| Arthur Batanides | Danny Green          |                    |
| Sally Todd       | Natalie Anders       |                    |
| Tor Johnson      | Lobo                 |                    |
| Roy Gordon       | Dr. Loren Wright     |                    |
| Guy Prescott     | Captain Reagan       |                    |

## Kritieken
The Unearthly werd bespot in de televisieserie Mystery Science Theater 3000.